# Grzybowa Góra (463 m)
Grzybowa Góra (463 m) – wzgórze pomiędzy miejscowościami Szklary i Łazy w województwie małopolskim, w powiecie krakowskim, w gminie Jerzmanowice-Przeginia. Znajduje się na Wyżynie Olkuskiej będącej częścią Wyżyny Krakowsko-Częstochowskiej.
Zachodnie, opadające do dna Doliny Szklarki stoki Grzybowej Góry są całkowicie porośnięte lasem. Po północnej stronie przechodzą w stoki Żurowskiej Góry, po południowej w stoki Babiej Góry, po wschodniej w pokrytą polami uprawnymi wierzchowinę wsi Łazy.
Większa część zalesionych zboczy Żurowskiej Góry znajduje się w obrębie rezerwatu przyrody Dolina Szklarki i prowadzi nimi szlak turystyczny.
 Szklary (źródło Pióro) – Żurowska Góra – Grzybowa Góra – Szklary.